# منحنى جبري

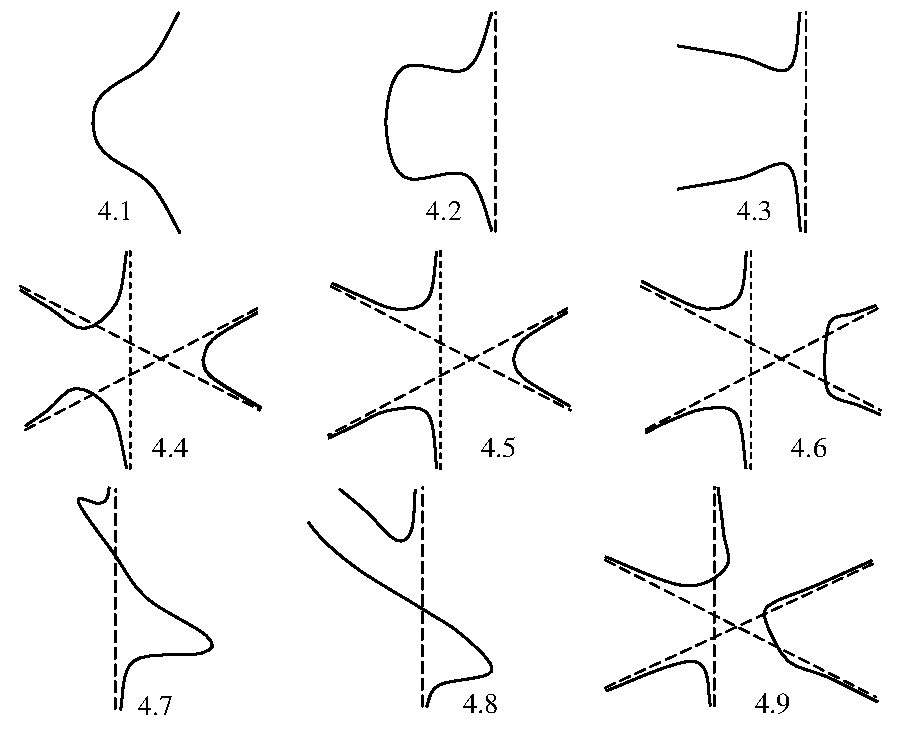
صور لمنحنيات باستعمال طريقة نيوتن

في الهندسة الجبرية، المنحني الجبري هو مسار بين نقطتين (منحني مفتوح) أو نقطة واحدة (منحني مغلق)، وتعبر عن تعويض لمعادلة رياضية في متغيرين أو أكثر. والدائرة حالة خاصة من المنحني ويعبر عنها بالمعادلة س2 + ص2 - 1 = 0 .

## في الهندسة الاقليدية
المنحني هو عدد لا نهائي من النقط المتلاصقة والتي تمثل حلولا لمعادلة بمتغيرين أو أكثر.

## أنواع المنحنيات (في الفراغ)
- ثنائي الابعاد: يرسم علي المحورين المتعامدين (س) و (ص)، أو محوري الدائرة (ر) و (θ)، حيث ر هي المسافة بين نقطة علي المنحني ونقطة الاصل (ر = 0)، و (θ) هي الزاوية بين خط الاساس (مماثل للمحور (س) في حالة المحاور المتعامدة) والخط الواصل بين تقطة علي المنحني ونقطة الاصل.
- ثلاثي الابعاد: يرسم في الابعاد الثلاثة (س) و (ص) و (ع)، أو المحاور الدائرية (ر)، (θ) و (Φ).
- رباعي الابعاد أو أكثر: منحني تخيلي لا يمكن رسمه في الفراغ ولكنه يعبر عن علاقات رياضية.

## ميل المنحني عند نقطة
هي الزاوية بين المماس للمنحني عند نقطة ما والاتجاه الموجب لمحور السينات، وهي أيضا التفاضل الأول للدالة التي تعبر عن المنحني.

## درجة المنحني
يسمي المنحني بحسب درجته، درجة المنحني هي اعلي قوي اسّية في عناصره.
منحني الدرجة الأولي
وهو يعبر عن علاقة خطيّة بين المنغير (س) والمتغير (ص) مثال: س = ص (خط مستقيم مائل بزاوية 45 درجة يمر بنقطة الاصل).
منحني الدرجة الثانية
يكتب علي الصيغة y = ax2 +b x + c

## أنواع أخرى من المنحنيات
- محني القطع الناقص
- محني القطع الزائد
- منحني القطع المكافئ

### الهندسة الجبرية الكلاسيكية
- منحنى
- معضلة هيلبرت السادسة عشر

### الهندسة الجبرية العصرية
- منحنى إهليلجي
- قطع مخروطي

### هندسة سطوح ريمان
- سطح ريمان